# Cassique à bec blanc
Cacicus leucoramphus
Espèce
Le Cassique à bec blanc (Cacicus leucoramphus) est une espèce d'oiseaux de la famille des ictéridés.

## Systématique
Deux sous-espèces sont reconnues :
- C. c. leucoramphus (Bonaparte, 1845)
- C. c. peruvianus (Zimmer, 1924)

Certaines classifications telles que le COI regroupent le Cassique montagnard et le Cassique à bec blanc en une seule espèce.

## Distribution

Cassique à bec blanc
Cassique montagnard

Le Cassique à bec blanc occupe une bande étroite le long des Andes entre 1800 et 3 300 m d’altitude au Pérou, en Équateur et en Colombie. Quelques populations isolées occupent aussi le nord de la Colombie et l’extrême ouest du Venezuela.